# Kamień Pomorski
Kamień Pomorski (in tedesco Cammin »in Pommern«, abbreviato in Cammin i. Pom., o anche Kammin) è un comune urbano-rurale polacco del distretto di Kamień Pomorski, nel voivodato della Pomerania Occidentale.
Ricopre una superficie di 208,57 km² e nel 2005 contava 14 496 abitanti.
Dal 1176 divenne sede della diocesi di Cammin, principato ecclesiastico divenuto poi un vescovato luterano a metà del XVI secolo e soppresso nel 1650.